# 印第安克里克鎮區 (密蘇里州門羅縣)
印第安克里克鎮區（英語：Indian Creek Township）是位於美國密蘇里州門羅縣的一個行政鎮區。

## 地方資料
印第安克里克鎮區的面積為48.12平方千米，當中陸地面積為47.92平方千米，而水域面積為0.20平方千米。根據2020年美國人口普查的數據，當地共有人口169人，而人口密度為每平方千米3.51人。